# Långholmen (Lule-archipel)
Långholmen is een van de eilanden van de Råne-archipel. Het eiland hoort dus bij Zweden en de Lule-archipel en ligt aan de oostkant van de Rånefjärden. Het heeft geen oeververbinding. Er is enige bebouwing dienende tot noodcabines of zomerwoningen. Het voormalige eiland Ledgrundet is aan de noordoostkant van het eiland tegen Långholmen vastgegroeid. Långholmen komt bij laagwater tegen Granholmen aan te liggen en het Långholmsreven tussen de beide eilanden komt dan droog te liggen.
Ågrundet · Alskäret · Avasjögrundet · Fågelreven · Flakaskäret · Fliggen · Furuholmen · Grangrundet · Granholmen · Hällholmen · Kilsgrundet · Köpmanholmen · Långholmen · Laxön · Laxögrundet · Lill-Kilholmen · Lönngrundet · Piltreven · Rödbergsgrunden · Sandviksreven · Skärgrundet · Skärgrundsflagan · Stor-Kilholmen · Stor-Lönngrundet · Troppen · Yttre Sandgrundet